# アルピコプラザ
アルピコプラザ（ALPICO PLAZA）とは、長野県松本市に所在する、アルピコ交通運営の商業施設。
同社が所有する松本バスターミナルビルから、イトーヨーカドー松本及びアリオ松本が全面撤退した後に同施設に開業した。

## 概要
かつて、松本バスターミナルビルにはアリオ松本が入居していたが、低収益店舗再編に伴い、2017年9月10日を以て全面撤退した。その跡地を、経営コンサルティングのやまきが10億円をかけて事業を進め、2018年春開業。やまきは、初年度の年商は約60億円、年間で200万人の集客との目標を掲げている。開業後7ヶ月程をかけ、徐々に店舗を増やし、2018年9月15日にグランドオープンを迎えた。

## 構造
地下1階から屋上までになっており1階を除く各階にトイレがあるが2皆は女子トイレのみである。

## 主なテナント
アリオ松本の撤退後も、7階レストラン街は継続営業していた他、2017年12月22日には松本バスターミナルが移転。同月28日には同ビル3階および4階へ入居が発表されたしまむらグループ4店舗の営業が開始された。
翌2018年2月15日に「アルピコプラザ」としての第一次営業が開始され、地下1階のデリシアを含め地下1階～2階にいくつかの店舗が営業を開始。その後もいくつかの店舗が入居し、5階のブックオフスーパーバザーを区切りとし、グランドオープンと相成った。イトーヨーカドー時代を含め37年営業してきた信州砂場が2023年（令和5年）10月27日をもって閉業した。長らく無入居だった6階に2024年（令和6年）1月24日にドローンアカデミーがオープンした。4階も公職選挙の期日前投票所や新型コロナウイルスの接種会場などに使われる以外は長らく無入居だったが好日山荘アルピコプラザ松本店が松本パルコ閉業に伴い3月1日に期間限定ながらオープンし当初は4月末までだったところ11月3日までに延長した。

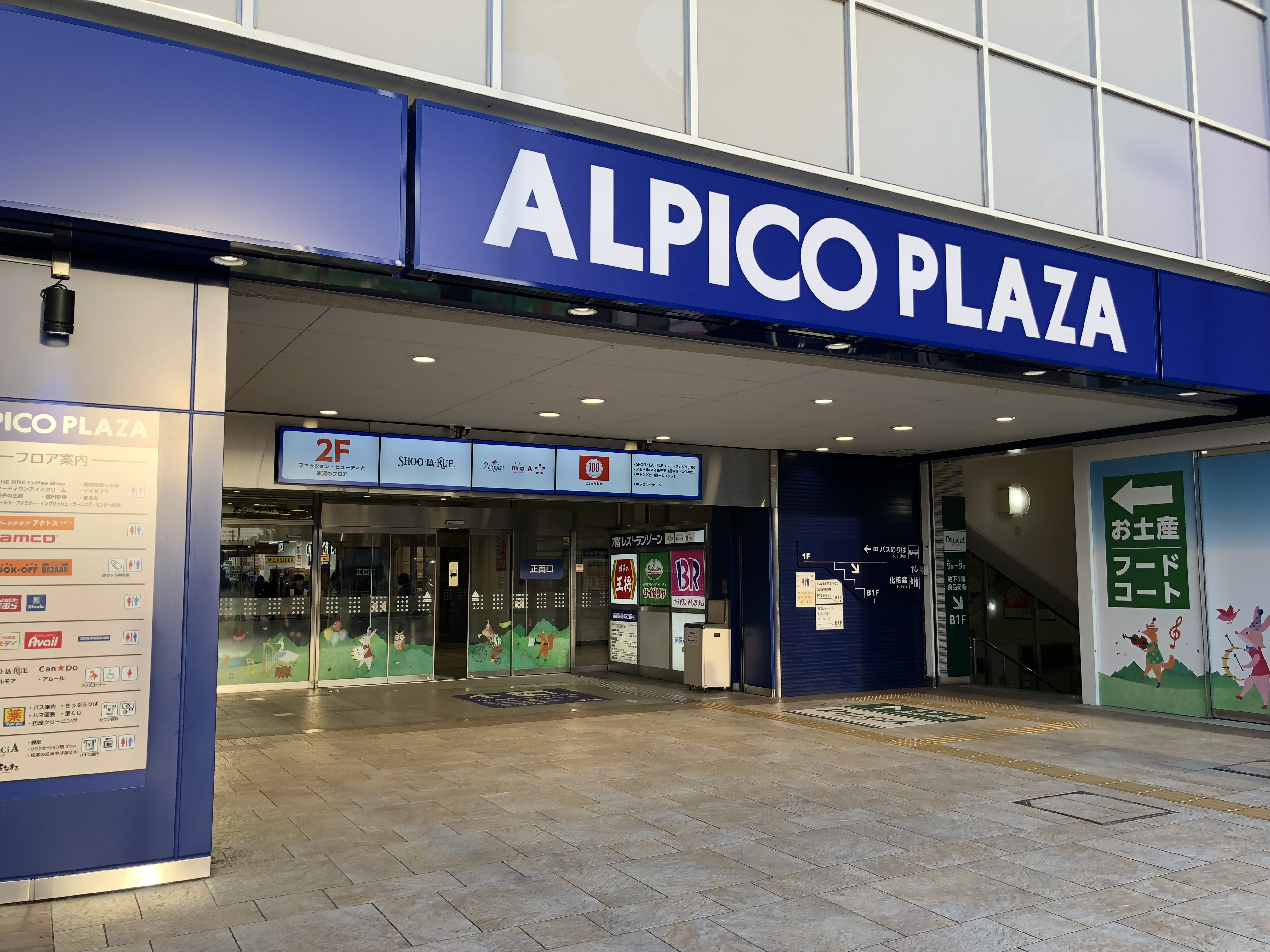
アルピコプラザの入り口。

### テナント配置
| 階数    | テナント |
| ------- | --- |
| 屋上    | ビアガーデン（夏季のみ営業、ビアガーデンが開店する17:00までは屋上への階段が閉鎖されているためエレベーターも7階止まりとなる）           |
| 7階     | まるゐ、餃子の王将、サイゼリヤ、ホットヨガ スタジオロイブ                                                                              |
| 6階     | アルピコドローンアカデミー |
| 5階     | ブックオフスーパーバザー |
| 4階     | 好日山荘 |
| 3階     | アベイル、しまむら、立体駐車場連絡通路                                                                                                 |
| 2階     | ネイルモア、アムール、SHOO・LA・RUE、キャン・ドゥ 、ガチャマンボウ                                                                     |
| 1階     | マツモトキヨシ、カフェ・ド・クリエ、巴屋クリーニング、バス案内・切符売り場、アルピコ長野トラベル、セブン銀行ATM、ATM、宝くじ、ハマ園芸 |
| 地下1階 | デリシア、藤屋、リラクゼーション癒 You、松本のおみやげや                                                                               |